# Karine Gloanec Maurin
Karine Gloanec Maurin (ur. 11 stycznia 1958 w Châteaubriant) – francuska polityk, urzędniczka i działaczka samorządowa, posłanka do Parlamentu Europejskiego VIII kadencji.

## Życiorys
Magisterium z nauk politycznych uzyskała w 2006 na Université Panthéon-Sorbonne. Pracowała jako menedżer instytucji teatralnej, w latach 1994–2004 kierowała stowarzyszeniem L’Hectare w Vendôme. Zaangażowała się w działalność polityczną w ramach Partii Socjalistycznej. W 1995 wybrana na radną miejscowości Saint-Agil. W 2004 dołączyła do gabinetu Michela Sapina, prezydenta Regionu Centralnego. W latach 2008–2011 przewodniczyła francuskiej federacji FNCC, zrzeszającej przedstawicieli lokalnych władz w sferze kulturalnej. W 2010 zasiadła w radzie Regionu Centralnego, pełniła funkcję wiceprzewodniczącej rady regionalnej. W 2015 otrzymała nominację na inspektora generalnego do spraw kultury.
W 2014 bez powodzenia kandydowała do Parlamentu Europejskiego. Mandat europosłanki VIII kadencji objęła w czerwcu 2018, gdy zrezygnował z niego Jean-Paul Denanot. Dołączyła do frakcji Postępowego Sojuszu Socjalistów i Demokratów. W PE zasiadała do 2019, dwa lata później ponownie wybrana do rady regionalnej.